# Liebelei

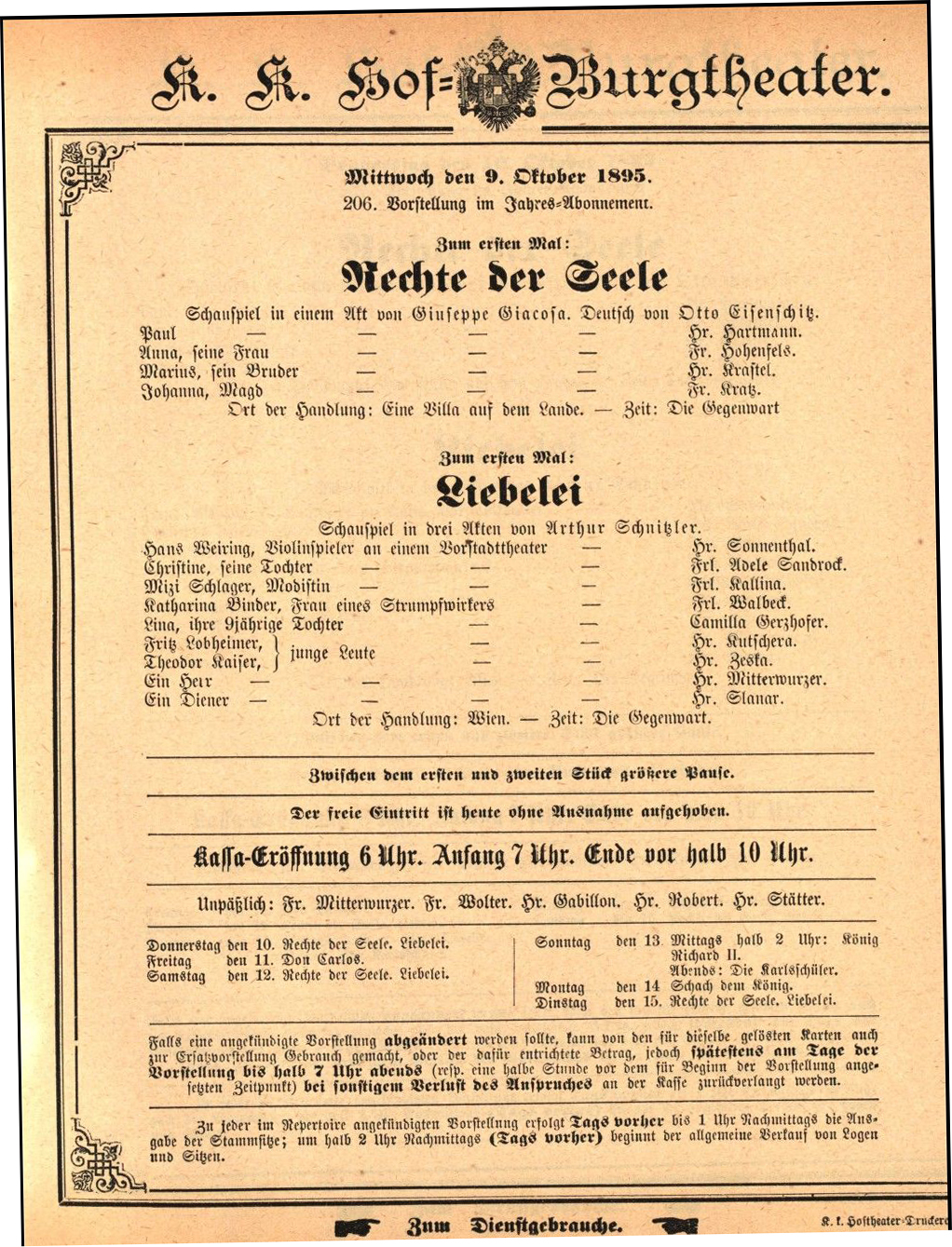
Theaterzettel der Uraufführung der Liebelei im Burgtheater Wien am 9. Oktober 1895

Liebelei ist ein Schauspiel von Arthur Schnitzler (1862–1931) aus dem Jahre 1894. Es wurde am 9. Oktober 1895 im Burgtheater in Wien uraufgeführt.

## Inhalt

### 1. Akt
Schauplatz: Fritz’ Wohnung.
 Theodor hat zwei junge Frauen, Mizi und Christine, zu einem Abendessen in die Wohnung seines Freundes Fritz eingeladen. Theodor hofft, seinen Freund durch das „süße Mädel“ Christine von einer Liebschaft mit einer verheirateten Frau abzulenken. Es herrscht ausgelassene Stimmung, doch während Mizi ihre Beziehung zu Theodor nicht sehr ernst nimmt, sieht Christine in Fritz die große Liebe. Während des Abendessens trifft der Ehemann seiner Affäre mit den gesammelten Liebesbriefen bei Fritz ein und fordert Fritz zum Duell. Nachdem der Herr gegangen ist, erzählt Fritz Theodor erschüttert von dem Vorfall. Dieser will ihn beruhigen und sagt, dass solche Duelle fast immer ein gutes Ende finden. Anschließend verlassen Theodor und die beiden jungen Frauen Fritz’ Wohnung.

### 2. Akt
Schauplatz: Christines Zimmer.
Christine macht sich gerade zum Weggehen fertig, als die Nachbarin Katharina Binder eintritt. Sie lädt Christine ein, mit ihr ein Gartenlokal mit Musik zu besuchen. Auch ein junger Mann aus ihrer Familie, der an Christine sehr interessiert ist, wird dort sein. Christine lehnt ab und verlässt die Wohnung, kurz nachdem Weiring, ihr Vater, ein Violinspieler am Josefstädter Theater, von der Probe zurückgekommen ist. Weiring und Katharina bleiben zurück und sprechen über Christines Aussichten und das Leben junger Frauen im Allgemeinen. Katharina meint, dass sich Christine nicht mit Mizi abgeben und besser ihren Verwandten heiraten sollte. Weiring ist dagegen der Auffassung, dass das Mädchen ihre Jugend genießen solle. Mizi tritt auf, auch Christine kommt zurück. Katharina und Weiring verlassen die Wohnung. Nun erzählt Christine, dass Fritz, den sie hätte treffen sollen, nicht zum Treffpunkt gekommen ist. Schließlich kommt Fritz in die Wohnung. Christine ist sehr glücklich, auch er ist glücklich und es scheint, als hätte er die Leidenschaft für seine Affäre endlich überwunden. Nachdem Theodor gekommen ist, verabschieden sich die beiden und geben an für einige Tage zu verreisen – angeblich, um aufs Gut von Fritz’ Familie zu fahren, in Wahrheit wegen des Duells.

### 3. Akt
Schauplatz: Christines Zimmer, einige Tage später.
Christine leidet sehr unter Fritz’ Abwesenheit. Nachdem sie dem Vater die Liebe zu Fritz gestanden hat, erfährt sie durch ihren Vater, Theodor und Mitzi, dass Fritz beim Duell ums Leben gekommen ist. Sie ist untröstlich, dass er für eine andere Frau gestorben ist, und läuft überstürzt aus der Wohnung. Ob sie sich letzten Endes umbringt, bleibt offen.

## Entstehung
Schon als 19-Jähriger notierte Schnitzler 1881 in seinem Tagebuch die Idee zu einem Drama, aus dem sich später Liebelei entwickelte. Eine erste Handlungsskizze, bis heute erhalten, dürfte zehn Jahre später, 1891, entstanden sein: Damals plante Schnitzler, den Stoff unter dem Titel Das arme Mädel als „Volksstück“ anzulegen. Im Herbst 1893 arbeitete Schnitzler den ersten Akt des geplanten Stücks aus: Er spielt in einer vorstädtischen Tanzschule; das im veröffentlichten Stück nicht mehr explizierte Kennenlernen von Fritz und Christine (zu diesem Zeitpunkt noch Marie genannt) wird darin gezeigt. Nach Kritik von Seiten seiner Schriftsteller-Freunde Richard Beer-Hofmann, Hugo von Hofmannsthal, Felix Salten und Gustav Schwarzkopf verwarf er diesen Akt jedoch und begann in den folgenden Monaten noch dreimal neu an dem Stoff zu arbeiten. Im fünften Schreibansatz entwarf er schließlich Anfang September 1894 die dreiaktige Form der Endfassung und begann am 13. September 1894 mit ihrer Ausarbeitung; in dieser Phase taucht außerdem erstmals der Titel Liebelei auf. Mitte Oktober war die Fassung fertig.

## Uraufführung
Ende Oktober 1894, kurz nach der Fertigstellung, reichte Schnitzler Liebelei am Burgtheater ein, im darauffolgenden Jänner wurde es zur Aufführung angenommen. Die Uraufführung erfolgte ein knappes Jahr nach der Fertigstellung, am 9. Oktober 1895, u. a. mit Schnitzlers Geliebter Adele Sandrock in der Rolle der Christine. Dabei wurde auch der von Schnitzler komponierte Liebelei-Walzer aufgeführt.

## Interpretation
Schnitzler behandelt in Liebelei, seinem ersten großen Bühnenerfolg, ein gesellschaftliches Thema: Die Problematik der außerehelichen Liebe. Dabei kommt es im Laufe des Stücks zu einer Art Klasseneinteilung, als Theodor die zwei Frauentypen beschreibt. Die „interessanten Weiber“, nach Theodor verheiratete Frauen aus der Oberschicht, bringen „Gefahren“, „Tragik“ und „große Szenen“. In der „Liebelei“ mit einem armen Mädchen aus der Vorstadt findet man „Erholung“, „Zärtlichkeit“ und „sanfte Rührung“.
Außerdem finden sich im Schauspiel Verbindungen zum bürgerlichen Trauerspiel, da es im zweiten Akt auch um die Erhaltung von Christines gutem Ruf geht.
Das Duell zwischen dem Herrn und Fritz entsteht nur aus gesellschaftlicher Norm heraus und nicht aus Liebe. Die Affäre muss unentdeckt bleiben, weil sie sonst in der Gesellschaft sanktioniert werden würde. Die Gründe für den Mann, dieses Duell indirekt einzufordern – er äußert dies nicht mit Worten –, sehen anders aus. Er wurde in seiner persönlichen Ehre verletzt, da seine Frau ihm fremdgegangen ist und Fritz obendrein die Herausgabe ihrer Liebesbriefe verweigert, deshalb muss er Genugtuung fordern. Er muss sein gesellschaftliches Ansehen retten. Der damals noch gültige Ehrencodex gebietet ein Duell in solchen Fällen, und Fritz und der Herr kennen diese Regel.
Ein weiteres Thema in diesem Schauspiel ist die Aufdeckung der Standesunterschiede. Die „Dame in Schwarz“ kommt aus Fritz’ Schicht, Christine gehört dem Kleinbürgertum an. Die Frauen dieser Schicht mussten hoffen, einen gut situierten Ehemann abzubekommen, der sie dann aushalten konnte. Als Fritz, kurz bevor er zum Duell geht, Christine zum ersten Mal bei ihr zu Haus besucht, überschreitet er die Standesgrenzen. Es scheint, als hätte er für Christine mehr Gefühle, da ihm die Oberflächlichkeit seines Standes – der Herr z. B. denkt nur an die Rettung seiner Ehre, als er zum Duell fordert – bewusst wird. Christines Ideal der Liebe, nämlich einer Liebe für die Ewigkeit, kann er aber nicht zustimmen, er lebt einzig für den Augenblick, und nur im Augenblick ist ein Ewigkeitsanspruch (freilich nur als Illusion) gültig. Es gebe „Augenblicke“, heißt es einmal, „die einen Duft von Ewigkeit um sich sprühen“. Doch in Wirklichkeit ist Fritz nur zu sehr den Ansichten seines Standes verhaftet, denn es ist deutlich spürbar, dass er in der Beziehung mit der „Dame“ die Offenheit vermisst, die er ganz deutlich in der Beziehung zu Christine spürt. Diese würde vor ihm ihr ganzes Leben und Denken ausbreiten, wenn er sie nur ließe. Tatsächlich verbietet er ihr, etwas über ihn erfahren zu wollen, und gibt auch von seinem Leben nichts preis. Eigentlich ist Fritz ein Mann in Nöten, der sehr wohl auf der Suche nach Liebe und Treue ist, durch die Umstände seines Standes und seiner Lebensweise aber zu einem anderen Verhalten gezwungen wird.
Theodor und Mizi gehen im Gegensatz zu ihm in diesem System auf, sie sind beide leichtfertig und leichtlebig und haben einander über den Augenblick hinaus nichts zu sagen. Theodor sieht Frauen nur als Zeitvertreib, und Mizi sagt, man solle sich nicht unnötig verlieben, dies würde nur Probleme hervorrufen. Theodor sucht nur Amüsement, will jede Art von Komplikation vermeiden. Er ist der von Schnitzler in seinen Aphorismen entworfene kernlose Mensch.
Christine, die immer davon ausging, einen Mann für das ganze Leben zu finden, hat sich bis über beide Ohren in Fritz verliebt und geht deswegen keine Beziehung mit Franz ein, der ihr allerdings finanzielle Absicherung bieten würde. Sie versucht eher ihrem Fritz Freiraum zu lassen und hofft, dass er sich dann doch für sie entscheidet. Dass sie am Ende, bevor sie davonläuft, ihren Selbstmord wenigstens andeutet („Ich will dort nicht beten … nein …“), hat mit der Einsicht zu tun, dass sie für Fritz nur ein Zeitvertreib, eben eine Liebelei, gewesen ist. Für sie selbst hingegen war Fritz ihr „Alles“. Sie kann sich mit dem Prinzip der „Wiederholbarkeit des Unwiederholbaren“ (Richard Alewyn), das schon Schnitzlers Anatol-Zyklus regiert, nicht abfinden. Ihr Leben ist auf dem romantisch-empfindsamen Liebesideal der einzigen, wahren und heiligen Liebe aufgebaut. Man kann Liebelei als „Drama vom Untergang des Wiener Mädels in der Genusswelt der Fin-de-siècle-Gesellschaft“ betrachten, aber auch als Tragödie des Selbstverständnisses liebender Menschen: Fritz’ Liebesbegriff führt in die Beliebigkeit, und Christines Liebesbegriff ist sozusagen eine Antiquität ohne Bedeutung für die Gegenwart.

## Verfilmungen
- Spielfilme
  - 1913: Elskovsleg, Dänemark
  - 1927: Liebelei, Deutschland
  - 1933: Liebelei, Deutschland
  - 1958: Christine, Frankreich, Italien
- TV-Verfilmungen:
  - 1958: (BRD) mit Chariklia Baxevanos, Hans Moser, Elfriede Ott, Ernst Stankovski, Peter Weck, Gusti Wolf; Regie: John Olden sowie
  - 1969: Aufzeichnung aus dem Theater in der Josefstadt, Wien: mit Michael Heltau, Leopold Rudolf, Albert Rueprecht, Marianne Nentwich und Gertraud Jesserer; Regie führte der Sohn von Arthur Schnitzler, Heinrich Schnitzler

## Textausgaben
- Arthur Schnitzler: Liebelei. Schauspiel in drei Akten. S. Fischer, Berlin 1896. (Digitalisat und Volltext im Deutschen Textarchiv)
  - 2. Auflage. S. Fischer, Berlin 1896. (Digitalisat der Universitätsbibliothek Wien (eBooks on Demand))
- Arthur Schnitzler: Liebelei. Schauspiel in drei Akten. (= RUB 18157). Hg. v. Michael Scheffel. Reclam, Stuttgart 2001, ISBN 3-15-018157-7.
- Arthur Schnitzler: Liebelei. Historisch-kritische Ausgabe. (Werke in historisch-kritischen Ausgaben). Hrsg. von Peter Michael Braunwarth, Gerhard Hubmann und Isabella Schwentner. De Gruyter, Berlin / Boston 2014, ISBN 978-3-11-030174-8.